# Kostas Vaxevanis
Kostas Vaxevanis (en griego: Κώστας Βαξεβάνης; nacido en 1966) es un periodista griego. Es el dueño y editor de la revista Hot Doc.
Nacido en 1966 en Agia Paraskevi, Lesbos, Vaxevanis inició su carrera periodística en Rizospastis en 1988. Posteriormente trabajó en otros periódicos como Eleftherotypia, Kathimerini, To Pontiki y To Vima.
En 1991, empezó a trabajar en canales como NET y Mega Channel convirtiéndose en corresponsal de guerra en zonas como Bosnia, el Golfo Pérsico, Palestina, Kurdistán, Albania y Kosovo.

## Hot Docy la lista Lagarde
En abril de 2012, Vaxevanis inició la publicación de la revista quincenal Hot Doc.
En octubre de 2012 fue arrestado después de la publicación de un documento denominado la lista Lagarde, una lista de 1991 nombres de ciudadanos griegos con cuentas en la sucursal griega del banco HSBC, sugiriendo que podían ser evasores de impuestos. Fue acusado de «violación de datos personales sensibles». La lista publicada contenía nombres de clientes de la sucursal en Ginebra del HSBC, y según la revista, «se correspondía con la lista de 2.059 personas» de la lista Lagarde, que contenía los datos de los titulares de las cuentas entregados en otoño de 2010 al ministro de Economía griego por su homóloga francesa, Christine Lagarde (de ahí la denominación de lista Lagarde). Vaxevanis fue puesto en liberad unas horas después. Al abandonar el edificio, dijo a los periodistas: «El fiscal intenta proteger a los evasores. Yo sólo cumplo con mi deber. En lugar de arrestar a los evasores y al ministro que tiene la lista en sus manos, intentan arrestar la verdad y la libertad de prensa.»
El 29 de octubre de 2012 la fiscalía fijó una fecha para un juicio rápido. The New York Times condenó la persecución en un editorial titulado «Greece Arrests the Messenger» afirmando que «los representantes electos griegos deberían prestar más atención a investigar posibles crímenes financieros y menos a perseguir periodistas.»
El juicio en el que fue declarado inocente se celebró el 1 de noviembre. Ante el fiscal, Vaxevanis declaró:

Los griegos saben desde hace dos años que hay una lista de personas que son ricas, adecuada o inadecuadamente, y que son intocables. Al mismo tiempo, los ciudadanos están al otro lado, sufriendo los recortes.

La estrategia de la defensa de Vaxevanis se centró en resaltar el hecho de que la revista Hot Doc no publicó ningún tipo de dato privado, sólo los nombres y la profesión de los titulares de las cuentas, sin mencionar la cantidad de dinero depositado.
Posteriormente agregó que: "Lagarde dio listas similares a Alemania, Francia, España e Italia, y en cada uno de esos países se ha actuado e ingresos a su vez fueron devenidos. Aquí, nos están constantemente diciendo que ellos abordarán la evasión fiscal, ya que es la raíz de los problemas económicos de nuestro país, y no hicieron absolutamente nada, porque hay gente en la lista que son amigos de quienes detentan el poder.".
Vaxevanis terminó asegurando que Hot Doc continuaría desenterrando escándalos "porque eso es lo que los griegos quieren"... "La elite política se ha acostumbrado a que la gran prensa no les molesta, pero investigación es lo que hacemos".

## Premios
- 2013: VII Premio Internacional de Periodismo Julio A. Parrado[10]